# 茱莉安娜·今井
茱莉安娜·今井（葡萄牙語：Juliana Imai，1985年2月27日—），是一位巴西模特兒，佛教徒，其祖父母是葡萄牙裔巴西人，而外祖父母是日裔巴西人。茱莉安娜是與她的媽媽逛街時，被星探發現而投身模特兒事業。
茱莉安娜是維多利亞的秘密代言模特兒之一。

## 外部連結
- Juliana Imai於模特兒目錄（Fashion Model Directory）的相關資料
- WikiNupi bio